# Rahmaniyyah
Rahmaniyyah o tariqa rahmaniyya (en idioma árabe:الطريقة الرحمانية) es una hermandad sufí Tariqa, fundada por Sidi M'hamed Bou Qobrine en 1774 en Cabilia y Argelia.
Es una de las hermandades musulmana más extendidas de África del Norte.

## Historia
La cuna de esta hermandad sufí se estableció inicialmente en Cabilia y se inspiró en la orden sufí de los Khalwatiyyah.
La Rahmaniyyah experimentó una audiencia creciente hasta el siglo XX al establecerse en lugares tan lejanos como Túnez y Marruecos.
Sin embargo, permaneció asociado a su región de origen, en particular por su papel en la Revuelta de Mokrani de 1871, protagonizada por figuras emblemáticas como la del Cheikh El Haddad.
En 1950 era la cofradía más importante de Argelia, llegando a reunir hasta 230.000 seguidores, aunque su unidad organizativa se desmoronó a lo largo del siglo XX.

## Expansión

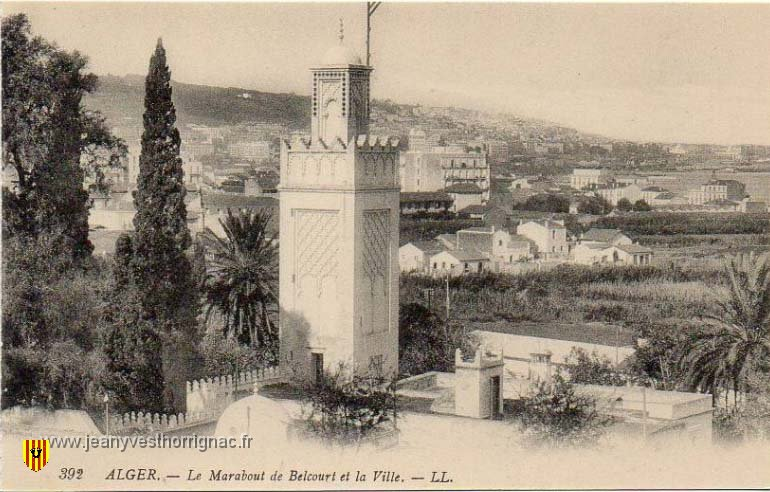
Mausoleo de Sidi M'hamed Bou Qobrine.

La muerte de su fundador en 1793 no frenó la expansión de la Rahmaniyya, que rápidamente se convirtió en la tarīqa (orden sufí) con más adeptos en Argelia.
De todas las hermandades que la precedieron en el norte de África (la Qadiriyya, la Shadhiliyya, la Ammariyya, la Aïssawiya, la Tijaniyyah), la Rahmaniyyah es la única que realmente se ha establecido en Cabilia.
Se extiende rápidamente al este hasta Túnez, al oeste hasta Marruecos y al sur de Argelia.
La multiplicación de sus contextos de implantación y la pérdida de la figura centralizadora del santo, sin embargo, abrieron un período de inestabilidad.
Aunque la cabeza de la cofradía permanece en Cabilia, y persisten sus especificidades doctrinales, la Rahmaniyya se adapta en su organización al tejido de linaje y a la red de zawiyas que le preexisten, iniciándose el largo proceso de fragmentación que la cofradía conoció hasta en el siglo XX.
En este sentido, la hermandad vivió varios períodos de centralización y descentralización en el siglo XIX, siempre marcados por la persistencia del origen cabilio de la orden.
La conquista francesa de Argelia en 1830 también constituyó un gran obstáculo para el funcionamiento de la Rahmaniyya porque la autoridad francesa que sustituye al poder de la Regencia de Argel se caracteriza por la misma desconfianza hacia los sistemas de hermandad.
El orden social que se esfuerza por imponer frena la actividad de estos últimos, basada en el intercambio a través de los viajes de los jeques y en las relaciones de clientelismo.
Las hermandades, y la Rahmaniyya en primer lugar, tuvieron como reacción un papel importante en la resistencia al avance colonial, especialmente en Cabilia.

## Doctrina

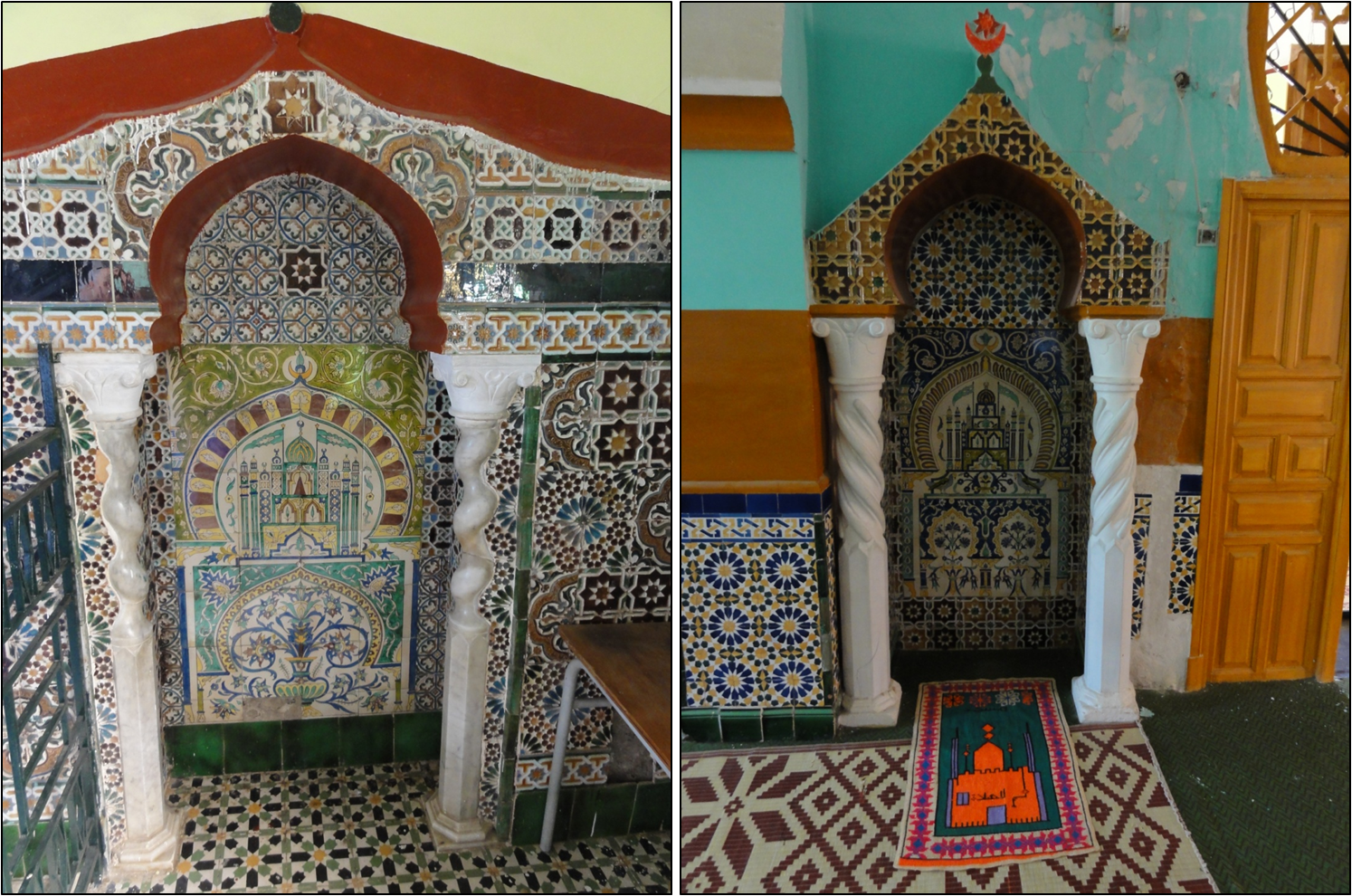
fr

Las enseñanzas y los principios doctrinales de la tariqa Rahmaniyyah, próximos a muchos rasgos generales del sufismo, proceden de la tariqa Khalwatiyya y se transmiten, bajo la autoridad del jeque y sus representantes, a través de los cursos impartidos en el taleb (طالب, alumno), solicitando obtener el ijâza (إجازة) al final de su iniciación, permitiéndole oficiar en los pueblos de los alrededores.
El wird (ورد, compromiso inicial dentro de una zâwiya) implica para los seguidores la observancia de ciertas reglas y prácticas. Entre ellos se encuentran la repetición de la profesión de fe seis días a la semana, el uso del rosario, el dhikr (ذكر, evocación rítmica de los nombres de Dios) o la peregrinación (ziyarat, زيارة) a los lugares santos de la zâwiya.
Recomendando la práctica de la renuncia a la vida material o ascetismo (zuhd زهد) y el retiro del bullicio profano de la ciudad, la Khalwatiyyah (de خلوة: aislamiento) como otras órdenes fraternales, se caracterizó por una cierta heterodoxia en la interpretación del Corán (Tafsir تفسير القرآن).
Las enseñanzas del fundador de la Rahmaniyya, M'hamad Bû Qabrayn, no son, sin embargo, una transposición integral de la Khalwatiyah, de origen persa, a la que fue iniciado en Mezquita de al-Azhar por el maestro Muhammad al-Hafni.
El camino Rahmaniyyah está fuertemente impregnado de elementos religiosos locales, especialmente aquellos transmitidos por el Islam morabítico.

## Papel en la revuelta de Mokrani
Cuando Sheikh al-Hadj Amar, líder de la hermandad de 1843 a 1857, tomó la delantera en la resistencia a la ocupación de Cabilia, que comenzó con las primeras expediciones francesas en 1831, la hermandad y sus fuertes raíces sociales en la región se encuentran totalmente metido en la lucha.
Tras el exilio del jeque en Túnez y el secuestro de su propiedad por parte de la administración colonial, así como la de la madre zawiya, la rama cabila de Rahmaniyya vio cómo su centro de gravedad se trasladaba a Seddouk a principios de la década de 1860.
La zawiya de Seddouq estaba entonces dirigida por el jeque Améziane el-Haddad y su hijo Aziz el-Haddad, figuras abiertamente hostiles a la dominación francesa y temidas por las autoridades de ocupación.
Desde principios de la década de 1860, el jeque ha sido una personalidad religiosa popular cuyo carisma ha permitido la formación de un liderazgo relativamente unitario de la hermandad cabila. Sin embargo, es importante señalar que otras Rahmaniyya zawiyas están encabezadas por jeques influyentes que no comparten las posiciones de el-Haddad.
El jeque Ben Ali Cherif de la zawiya de Ichellathen mantiene una posición muy ambigua frente a la ocupación francesa y lidera una importante guerra de influencia en la zawiya de Seddouq. Sheikh Mohand al-Hocine, muy influyente a través de su obra mística y poética, reconoce la autoridad de el-Haddad, pero aborda la ocupación francesa con una distancia significativa, adoptando una forma de pragmatismo ante las relaciones de poder desiguales.
En 1870, Kabylia, que ya se encontraba en una resistencia continua desde 1830, se encontraba en un estado de agitación política. Los efectos de la derrota francesa contra Prusia y del decreto de Crémieux, probablemente percibidos como una amenaza de mayor despojo agrario, se sumaron a las grandes deudas acumuladas con los deudores coloniales.
Esta situación llevó en 1871 al estallido de la Revuelta de Mokrani, un influyente y notable jeque de Béjaïa. Améziane el-Haddad presenció las primeras acciones insurreccionales en marzo, luego, cuando consiguió el apoyo de sus delegados ejerciendo presión popular a favor de la lucha armada, convocó a la guerra santa el 8 de abril de 1871.
La red de alianzas de El-Haddad y la base Rahmaniyya son en gran parte responsables de la escala de la insurrección, que provocó el levantamiento de 150.000 cabilas.
Sin embargo, la insurrección fue sofocada, el jeque el-Haddad, que entonces tenía 81 años, fue encarcelado y sus hijos deportados a Nueva Caledonia.
La represión contra los Rahmaniyya se vuelve principalmente contra los zawiyas. Muchos de ellos están cerrados y sus muqaddams (مقدّم, representante) son encarcelados, deportados o puestos bajo arresto domiciliario. Sus bienes son parcial o totalmente confiscados. Tras el levantamiento, la hermandad vio aumentar su popularidad.

## Zawiyas
La Rahmaniyyah encabezó unas 800 zawiyas en Argelia durante la década de 1950, incluidas las siguientes:
- Zawiya de Sidi Amar Cherif
- Zawiya de Sidi Boumerdassi
- Zawiya de Sidi Boushaki
- Zawiyet El Hamel
- Zawiyet Sidi M'hamed Bou Qobrine

## Personas
- Sidi M'hamed Bou Qobrine
- Brahim Boushaki
- Mohamed Seghir Boushaki
- Lalla Fadhma N'Soumer
- Yahia Boushaki
- Cheikh El Haddad
- Cherif Boubaghla
- Mohamed Al Qasimi
- Zaynab Al Qasimi
- Ali Boushaki
- Abderrahmane Boushaki
- Colonel Amirouche
- Mohamed Tahar Aït Aldjet
- Mohamed Mamoun Al Qasimi

## Filmografía
- Los fundamentos de la Hermandad Sufi Rahmaniyyah. en YouTube.
- Lakhwan Ath Yenni. Canción religiosa cabila de la Tariqa Rahmaniyyah. en YouTube.
- Canción religiosa de la Tariqa Rahmaniyyah. en YouTube.
- Canciones sufíes de la tariqa Rahmaniyyah. en YouTube.
- Lakhwan de la tariqa Rahmaniyyah. en YouTube.

## Portales
- Portal:Islam. Contenido relacionado con Islam.
- Portal:Religión. Contenido relacionado con Religión.
- Portal:Argelia. Contenido relacionado con Argelia.
- Portal:Historia. Contenido relacionado con Historia.
- Portal:África. Contenido relacionado con África.

- Datos: Q1152210
- Multimedia: Rahmaniyyah / Q1152210